# 余子穎
余子穎（英語：Kitty Yu，2000年—） 是香港舞臺劇、電視及電影女演員，憑2023年ViuTV電視劇《那年盛夏我們綻放如花》的演出而開始獲留意。

## 演出作品

### 電視劇（ViuTV）
- 2023年：《那年盛夏我們綻放如花》 飾 胡綺玲（Elaine / 女班長）

### 電影
- 2021年：《少年》 飾 黎家欣（YY）
- 2022年：《失衡凶間》 飾 商場租戶
- 2023年：《但願人長久》 飾 林子缺的中學同學

## 外部連結
- 余子穎的Instagram帳戶